# Louis-Philippe Desbiens
Louis-Philippe Desbiens, né le 26 juin 1879 à Chicoutimi et mort le 10 février 1951 est un homme d'affaires canadien français. Il est maire de Chicoutimi de 1924 à 1928.

## Biographie
Louis-Philippe Desbiens naît le 26 juin 1879 à Chicoutimi (désormais un arrondissement de Saguenay). Il est le fils de Thaddée Desbiens et Malvina St-Gelais. Il étudie au Séminaire de Chicoutimi et épouse en 1906, Berthe Tessier, fille de David Tessier. Ils ont 10 enfants.
Louis-Philippe Desbiens est maître de poste pendant 39 ans. Il devient copropriétaire de l’Hôtel Chicoutimi en 1910, en plus d’être président de l’entreprise Joseph Desbiens Ltée de Chicoutimi de 1926 à 1930. Il œuvre auprès de plusieurs œuvres sociales au sein de sa communauté : président de la Société Saint-Jean-Baptiste, Grand Chevalier de Colomb, 4e degré, député du district du même ordre, administrateur de la Chambre de commerce de Chicoutimi et commissaire d’école pendant 12 ans.
Il occupe le poste de maire de Chicoutimi durant quatre ans, de 1924 à 1928. 
Il meurt le 10 février 1951 à 71 ans.